# 杨婕妤 (刘宋)
杨婕妤（?—?），中国南北朝南朝宋孝武帝刘骏的妃嫔，被封为婕妤。
杨婕妤於南朝宋大明三年（459年）生刘骏第十六子刘子孟，大明四年（460年）生刘骏第二十一子刘子舆。刘子孟封淮南王，刘子舆封晋熙王，改封庐陵王。宋明帝即位后，诛杀兄长孝武帝的儿子，泰始二年（466年），刘子孟、刘子舆被宋明帝赐死。